# Villa San Antonio Sirarani
Sirarani (vollständig: Villa San Antonio Sirarani) ist eine Ortschaft im Departamento La Paz im südamerikanischen Andenstaat Bolivien.

## Lage im Nahraum
Sirarani liegt in der Provinz Inquisivi und ist zentraler Ort im Cantón Villa San Antonio Sirarani im Municipio Ichoca. Die Ortschaft liegt auf einer Höhe von 3700 m im Quellbereich eines linken Nebenflusses des Río Khala Cruz, der über den Río Rea Rea und den Río Ichoca zum Río Ayopaya hin fließt.

## Geographie
Sirarani liegt an einem Talhang der Anden-Gebirgskette der Cordillera Central. Das Klima der Region ist ein typisches Tageszeitenklima, bei dem die mittleren Temperaturschwankungen im Tagesverlauf deutlicher ausfallen als im Verlauf der Jahreszeiten.
Die mittlere Durchschnittstemperatur der Region liegt bei gut 10 °C (siehe Klimadiagramm Quime), die Monatsdurchschnittstemperaturen schwanken zwischen 7 °C im Juni/Juli und knapp 13 °C im November/Dezember. Der Jahresniederschlag beträgt knapp 600 mm, von Mai bis August herrscht eine Trockenzeit mit Monatsniederschlägen unter 15 mm, in den Monaten Januar und Februar fallen im langjährigen Mittel zwischen 120 und 130 mm Regen.

## Verkehrsnetz
Sirarani liegt in einer Entfernung von 301 Straßenkilometern südöstlich von La Paz, der Hauptstadt des gleichnamigen Departamentos.
Von La Paz führt die asphaltierte Nationalstraße Ruta 3 in östlicher Richtung bis Coroico, und von dort die Ruta 25 in südöstlicher Richtung 160 Kilometer bis Inquisivi und weiter nach Cochabamba. In Inquisivi zweigt in südwestlicher Richtung die Ruta 109 ab und führt über 21 Kilometer nach Quime. Von dort führt eine unbefestigte Schotterstraße nach Süden und erreicht nach 25 Kilometern Ichoca. Von dort führt eine Straße nach Süden aus der Ortschaft heraus und windet sich dann auf den nächsten vier Kilometern zum Río Ichoca hinab, überquert nach weiteren acht Kilometern den Río Luruhuta, und führt dann über Totora weiter nach Villa San Antonio Sirarani.

## Bevölkerung
Die Einwohnerzahl der Ortschaft ist in dem Jahrzehnt zwischen den beiden letzten Volkszählungen um fast ein Viertel angestiegen:
| Jahr | Einwohner         | Quelle       |
| ---- | ----------------- | ------------ |
| 1992 | keine Detaildaten | Volkszählung |
| 2001 | 140               | Volkszählung |
| 2012 | 171               | Volkszählung |
| 2024 |                   | Volkszählung |

Die Region weist einen hohen Anteil an Aymara-Bevölkerung auf, im Municipio Ichoca sprechen 92,4 Prozent der Bevölkerung Aymara.